# Remetinec (Gradec)
 Remetinec  falu Horvátországban Zágráb megyében. Közigazgatásilag Gradechez tartozik.

## Fekvése
Zágrábtól 47 km-re, községközpontjától  6 km-re északkeletre, a megye északkeleti határán fekszik.

## Története
A településnek 1857-ben 73, 1910-ben 91 lakosa volt. Trianonig Belovár-Kőrös vármegye Kőrösi járásához tartozott. 2001-ben 74 lakosa volt.

## Lakosság
| Lakosság változása | Lakosság változása | Lakosság változása | Lakosság változása | Lakosság változása | Lakosság változása | Lakosság változása | Lakosság változása | Lakosság változása | Lakosság változása | Lakosság változása | Lakosság változása | Lakosság változása | Lakosság változása | Lakosság változása |  |
| ------------------ | ------------------ | ------------------ | ------------------ | ------------------ | ------------------ | ------------------ | ------------------ | ------------------ | ------------------ | ------------------ | ------------------ | ------------------ | ------------------ | ------------------ |  |
| 1857               | 1869               | 1880               | 1890               | 1900               | 1910               | 1921               | 1931               | 1948               | 1953               | 1961               | 1971               | 1981               | 1991               | 2001               |  |
| 73                 | 41                 | 41                 | 84                 | 94                 | 91                 | 92                 | 95                 | 96                 | 98                 | 93                 | 77                 | 72                 | 55                 | 74                 |  |

## Külső hivatkozások
Gradec község hivatalos oldala